# Gorkhaland

Bandeira de Gorkhaland.

Gorkhaland ou Gurkhaland é um estado reivindicado pelos Gurkhas no norte do estado indiano de Bengala.

## Movimentos políticos
O Gurkha National Liberation Front (GNLF), que durante anos seguiu a luta armada, é o principal partido gurkha. Ameaça voltar à luta se não obtiver a criação de Gorkhaland.
O movimento Gorkhaland United Front (GUF) é uma aliança de partidos formada em 1999 que inclui o Partido Comunista Revolucionário Marxista (CPRM), a All India Gorkha League (AIGL) e o sindicato National Union of Plantation Workers (NIPW). Esta aliança ameaça passar à luta armada em favor da criação de Gorkhaland.